# Резиденція єпископа в Ужгороді
Резиденція єпископа в Ужгороді — одна з найдревніших будівель міста, яка належить до пам'яток архітектури національного значення. Охоронний номер споруди — 165/0. Її виникнення датується 1646 роком. Місцезнаходження будівлі: місто Ужгород, вулиця Капітульна, 9.

## Історія

### Передісторія виникнення пам'ятки
У першій половині 17 століття на початку вулиці Капітульної, там, де зараз знаходиться резиденція єпископа та Кафедральний греко-католицький собор, розташовувались невеликі за розміром будинки, які належали міщанам. Місто знаходилось у власності Яноша X Другета. Він вирішив переселити в Ужгород єзуїтів, які перебували у іншому місті. 31 липня 1640 року з'явилась грамота, яка свідчила про перенесення колегії єзуїтів на територію Ужгорода. За кошти Яноша X Другета була придбана значна територія, відселені міщани, які раніше на ній жили. Для того, щоб колегія мала змогу існувати у майбутньому, були виділені значні грошові кошти. Будівництво колегії розпочалось майже одразу і було вже завершено Анною Якучиш, дружиною Яноша X Другета, у 1646 році.

### Резиденція єпископа у 18-19 столітті
Орден єзуїтів був офіційно ліквідований у 18 столітті папою Римським Климентом XVI. Майно, яке належало ордену, стало власністю католицького навчального фонду. Єпископом Мукачівської греко-католицької єпархії Мукачівської греко-католицької єпархії у 1773 році став церковний діяч та просвітитель Андрій Бачинський.. Саме ним був відправлений лист до імператриці Марії Терезії, у якому він просив перенести резиденцію єпископів та розташувати її у місті Ужгороді. Відправлення листа датується 15 жовтня 1773 роком. В листі, що був відправлений імператриці, містилось прохання про передачу приміщень, які раніше були церквою єзуїтів та їх колегією. Прохання було задоволено і навесні 1775 року споруди були передані Мукачівський єпархії. Імператриця Марія Терезія видала указ, згідно якого Франц Антон Гіллебрандт розробив проект щодо перебудови приміщення єзуїтської колегії на резиденцію єпископів. Резиденція єпископів була створена на схилі Замкової гори та освячена єпископом Андрієм Бачинським. У 1846 році резиденція єпископа набула архітектурних рис, які збережені до 21 століття. Саме за життя Андрія Бачинського започаткували каплицю, яка являє собою витвір сакрального мистецтва. Каплиця була створена з посвятою Успінню Пресвятої Богородиці. Освячена була у 1780 році, в день, коли відзначали день народження імператриці. Вперше каплиця була розташована у консисторіальній залі резиденції.Андрій Бачинський був єпископом до 1809 року. У резиденції він створив велику бібліотеку. У 1846 році відбулась перебудова резиденції під керівництвом єпископа Василія Поповича, яка тепер була з'єднана з собором. В той час побудували нову єпископську каплицю. Встановили новий престол та образи, що були створені завдяки художнику Георгію Рейвесу. Ще раз єпископська каплиця була оновлена Юлієм Фірцаком. Тоді на престолі з'явився новий ковчег, на якому зберігались мощі святих.

### Будівля у 20 столітті та у наші часи

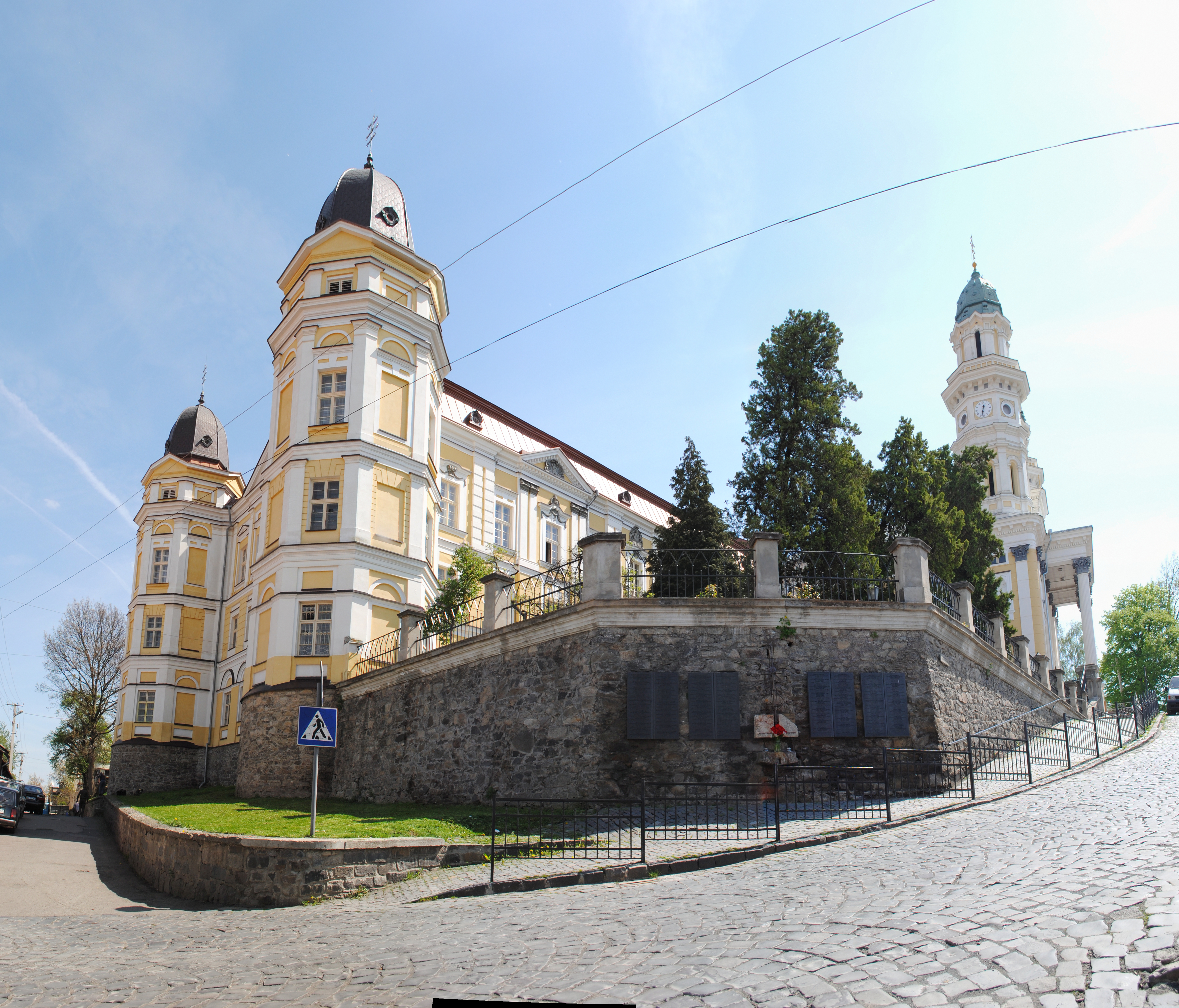
Резиденція єпископа. 2012р.

10 червня 1950 року тогочасною міською владою було ухвалене рішення про передачу будівлі резиденції єпископа Ужгородському державному університету. В приміщенні стала розташовуватись наукова бібліотека. Внутрішнє оздоблення було змінене, а фрески, що прикрашали приміщення, були забілені. У 1990 році Закарпатським облвиконкомом було прийнято рішення про відміну передачі приміщення резиденції у власність університету, проте тоді це не здійснили — наукова бібліотека містила архіви, і була відсутня можливість одразу розташувати їх у іншому місці. У 2009–2010 роках фонди наукової бібліотеки почали поступово переміщувати. Управління єпархії побудувало мансардне приміщення і розпочало реставраційні роботи у кімнатах. Була відновлена каплиця єпископів. Було замінене перекриття даху та здійснені реставраційні роботи над єпископськими гербами. Починаючи з цього періоду, весь час проводяться реставраційні роботи та оновлюються розписи. Було вичищено колодязь, котрий мав давню історію. Відбулось відновлення старовинного сонячного годинника, встановленного на подвір'ї.
20 лютого 2011 року відбулось освячення каплиці, яка знаходиться на другому поверсі резиденції, владикою Міланом. З цього часу каплиця носить ім'я Святого апостола Петра. Влітку 2014 року перед фасадом єпископської резиденції був встановлений кам'яний ювілейний хрест. Його встановили як заміну бетонному, який через погодні та різні навколишні фактори почав руйнуватись та потребував значного відновлення. Ініціатива зі створення нового хреста належить єпископу Мілану Шашіку. Сквер поряд з ужгородською єпископською резиденцією був занедбаним, але коли почали проводити проектні роботи над пам'ятником єпископа Андрія Бачинського, чагарники були вирубані. Проклали нові асфальтні доріжки, для яких використали кам'яну бруківку. Архітектурна структура старого хреста була збережена. Наприкінці 2014 року — на початку 2015 року до ужгородської єпископської резиденції були повернуті портрети — копії тих картин, оригінали яких зникли з будівлі у 20 столітті.
Комплексна реставрація, яка проводилась над єпископською резиденцією ззовні та у внутрішніх приміщеннях, поступово завершується. При проведенні цих робіт було збережено багато декоративних елементів, наприклад рельєфні герби та капітелі. Відновили покриття з міді, яке містилось на двох вежах. Були збережені елементи декору на фасаді під час заміни штукатурки. Кам'яна балюстрада, яка знаходиться при дубових сходах, які ведуть до єпископської резиденції, була відреставрована. У резиденції єпископа розташовується палісадник з підпірною стіною. Він містить декоративну огорожу. Цей об'єкт має статус пам'ятки садово-паркового мистецтва місцевого значення.

## Архітектура
Будівля налічувала два поверхи. По кутах її північно-західної частини містились восьмигранні вежі. У 1878 році були встановлені трираменні греко-католицькі хрести. Відомо про декілька реконструкцій, які відбувались у резиденції. Одна з них відбулась у 1846 році при єпископі Василю Поповичі, друга роками пізніше, у 1903 році при єпископі Юлієві Фірцаку. Результатом робіт стала площа, яка з'явилась перед будівлею та перекриття даху. Зовнішнє та внутрішнє оздоблення резиденції мало стилізацію під палац. Серед приміщень пам'ятки була бібліотека, в основі якої лежали фонди єзуїтів. На початку 20 століття серед фондів бібліотеки були майже 20 тисяч примірників. На першому поверсі будівлі розташовувались кімнати для можливих гостей та допоміжного персоналу, кімнати писаря Консисторії та управителя Резиденції. Чотири кімнати, з загальної кількості приміщень будівлі, були кімнатами єпископа Юлія Фірцака. Другий поверх поєднувався з першим гвинтовими сходами, виготовленими із заліза. Великий зал єпископської резиденції служив місцем для проведення офіційних зустрічей та прийомів службовців. У іншій кімнаті на другому поверсі розташовувались коронаційні угорські символи, а її стіни були прикрашені портретами коронованих осіб. Стіни усього палацу прикрашали полотна, які були створені художниками. Стіни та стеля містили розпис релігійного напрямку. Була відкрита каплиця Успіння Пресвятої Богородиці в час, коли єпископом був Андрій Бачинський.
Пам'ятка архітектури побудована у стилі бароко, але присутні деякі елементи пізнього класицизму. Пам'ятка архітектури побудована із цегли. Тинькована. Для споруди характерна Г-подібна конфігурація
. Має змішаний характер внутрішнього планування. Торцевий фасад має три поверхи, він франкований парою восьмигранних чотириярусних башт. Найнижчий поверх західного фасаду має декорування глухими портиками, які утворюють спарені пілястри композитного ордеру. В декоруванні вікон характерна наявність гербів над сандриками з гірляндами. Прохід, який поєднує резиденцію та собор, має перекриття циліндричного склепіння. Перекриття даху містить залом, під ним розташовуються люкарни.